# Isidoro Lozano
Isidoro Lozano Sirgo (Logroño, 1 de noviembre de 1826-Madrid, 26 de febrero de 1895) fue un pintor español.

## Biografía

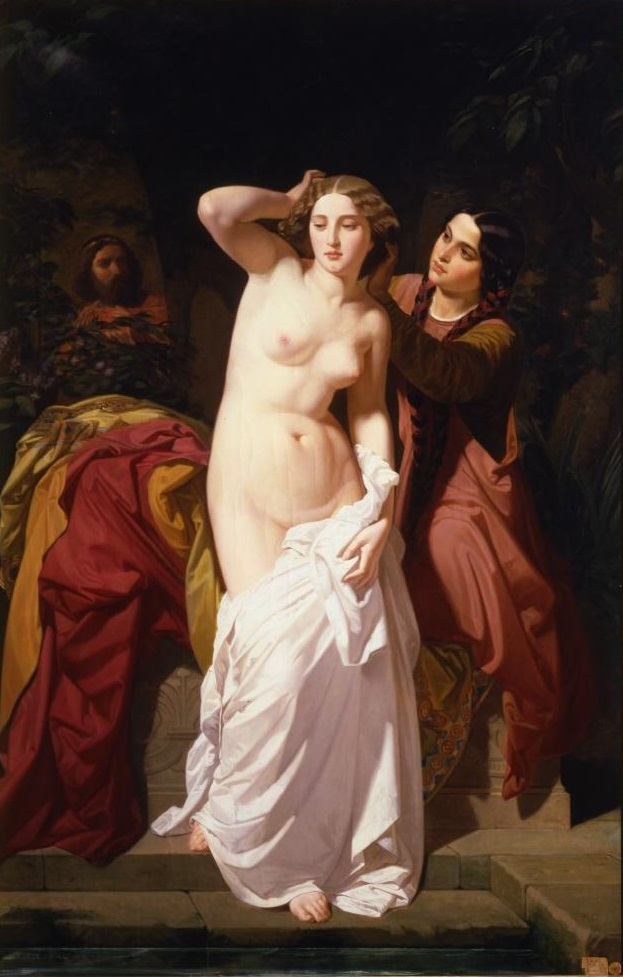
Florinda y don Rodrigo. La Cava saliendo del baño, 1854. Óleo sobre lienzo, 214 x 137 cm, Madrid, Real Academia de Bellas Artes de San Fernando.

En la base de datos de la Biblioteca Nacional de España figura como nacido en 1826 y en el sitio web del Museo del Prado le hacen nacido el 1 de noviembre de dicho año. Natural de Logroño, fue discípulo de Federico de Madrazo y de las clases de la Academia de San Fernando. En 1852 firmó la oposición para una de las plazas de pensionados en Italia por la pintura, logrando la oposición por su lienzo La madre de los Gracos. Trasladado a Roma, entre los trabajos que remitió desde allí a la Academia de San Fernando sobresalieron los estudios La Cava saliendo del baño y Un hondero en actitud de arrojar un proyectil.

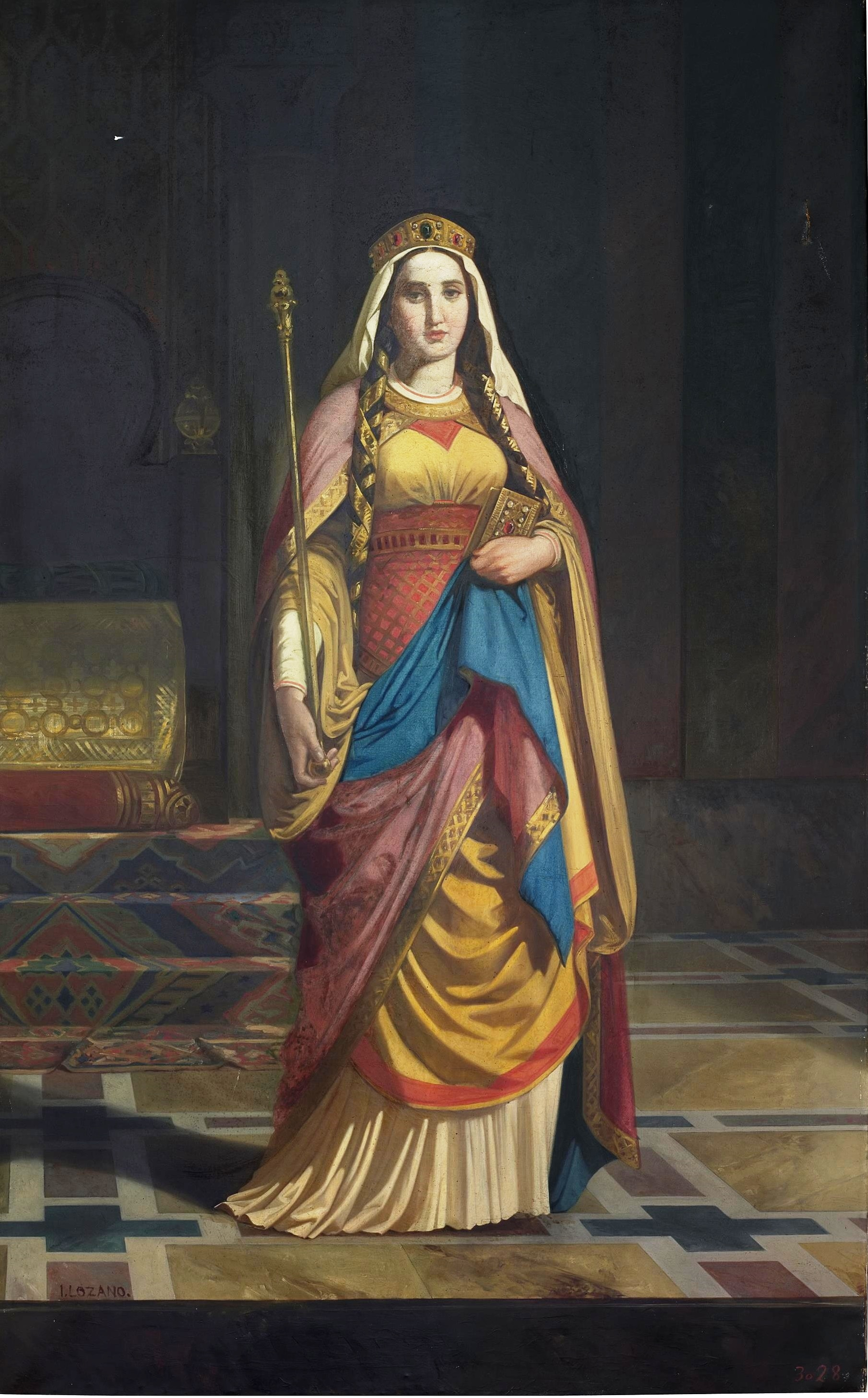
Usenda (h.1853) óleo sobre lienzo, 219,5 x 136,8 cm, Museo del Prado

Lozano participó en diversas Exposiciones Nacionales de Bellas Artes. En 1849 presentó Santa Isabel dando limosna á los pobres. En la de 1856 hizo lo propio con el citado lienzo de La Cava en el baño, que fue premiado con una medalla de segunda clase. En la de 1858 obtuvo de nuevo una medalla de segunda clase con San Pablo sorprendido por Nerón en el momento de convertir á Sabina Poppea, perteneciente al Museo Nacional del Prado.
En la Exposición de 1862 presentó Doña Mariana Pineda en el acto de ser conducida á la capilla, que tuvo una mala recepción entre la crítica, aunque el Tribunal la otorgaría una medalla de tercera clase; también sería integrada en los fondos del Museo Nacional. En 1864 presentó La Reina Doña Isabel la Católica presidiendo la educación de sus hijos, de nuevo adquirida por el Gobierno para el Museo del Prado.
Entre el resto de obras pictóricas de Lozano se encontraron retratos de los reyes Fernando II, Bermudo I el Diácono, Ramiro I, Ordoño II, Ordoño III, doña Usenda e Isabel II, para la serie cronológica de retratos de los reyes de España formada en el Museo del Prado.
Ilustró también publicaciones como La Academia Militar, Álbum artístico de Toledo, El Arte en España, Páginas de la vida de Jesucristo, Los libros de juegos del Rey D. Alfonso el Sabio e Iconografía española de Valentín Carderera, además de realizar una serie de dibujos para la restauración de las vidrieras de la catedral de León. Fue miembro de la Academia de Arqueología y Geografía.
Falleció el 26 de febrero de 1895 en Madrid.